# Centrum Demokratów Społecznych
Centrum Demokratów Społecznych (fr. Centre des démocrates sociaux, CDS) – francuska centrowa i chadecka partia polityczna, działająca w latach 1976–1995, od 1978 wchodząca w skład federacyjnej Unii na rzecz Demokracji Francuskiej (UDF).

## Historia
CDS powstało na kongresie w dniach od 21 do 23 maja 1976 głównie na bazie dwóch centroprawicowych ugrupowań: Centre démocrate i Centre démocratie et progrès. Już w 1978 dołączyła do Unii na rzecz Demokracji Francuskiej, którą założył Valéry Giscard d’Estaing. W wyborach krajowych partia w ramach UDF zajmowała drugą pozycję (za Partią Republikańską) – w ramach mandatów poselskich uzyskiwanych przez unię między 1978 a 1993 od 27% do 37% osób reprezentowało CDS.
Po wyborach w 1988 CDS negocjowało poparcie dla socjalistycznego rządu Michela Rocarda, jego posłowie utworzyli odrębną grupę poselską. W 1989 na bazie centrum do Europarlamentu wystartował odrębny od wspieranej przez UDF koalicji komitet wyborczy (na czele z Simone Veil), który wprowadził 7 deputowanych do PE III kadencji. Po wyborach w 1993 wszystkie frakcje unii ponownie współtworzyły wspólną frakcję parlamentarną.
Na kongresie z 24 i 25 listopada 1995 CDS i Partia Socjaldemokratyczna połączyły się w nową partię pod nazwą Siła Demokratyczna, która pozostała częścią składową UDF.
Przewodniczącymi CDS byli: Jean Lecanuet (1976–1982), Pierre Méhaignerie (1982–1994) i François Bayrou (1994–1995). Funkcję sekretarza generalnego pełnili: Jacques Barrot (1976–1977, 1983–1991), André Diligent (1977–1983), Bernard Bosson (1991–1994) i Philippe Douste-Blazy (1994–1995).
Centrum należało do założycieli Europejskiej Partii Ludowej.